# Le Clapier
Le Clapier (okzitanisch Lo Clapièr) ist ein Ort und eine südfranzösische Gemeinde mit 88 Einwohnern (Stand 1. Januar 2022) im Département Aveyron in der Region Okzitanien (vor 2016 Midi-Pyrénées). Sie gehört zum Arrondissement Millau und zum Kanton Causses-Rougiers. Die Einwohner werden Clapierois genannt.

## Lage
Le Clapier liegt etwa 65 Kilometer nordwestlich von Montpellier im Süden der historischen Provinz Rouergue. Umgeben wird Le Clapier von den Nachbargemeinden Cornus im Norden und Nordosten, Romiguières im Osten, Roqueredonde im Südosten und Süden sowie Fondamente im Westen und Nordwesten.

## Bevölkerungsentwicklung
| Jahr                       | 1962 | 1968 | 1975 | 1982 | 1990 | 1999 | 2006 | 2019 |
| Einwohner                  | 119  | 96   | 79   | 71   | 67   | 65   | 76   | 76   |
| Quellen: Cassini und INSEE |      |      |      |      |      |      |      |      |

## Sehenswürdigkeiten
- Kirche Saint-Cyrice im Ortsteil Saint-Xist aus dem 10. Jahrhundert

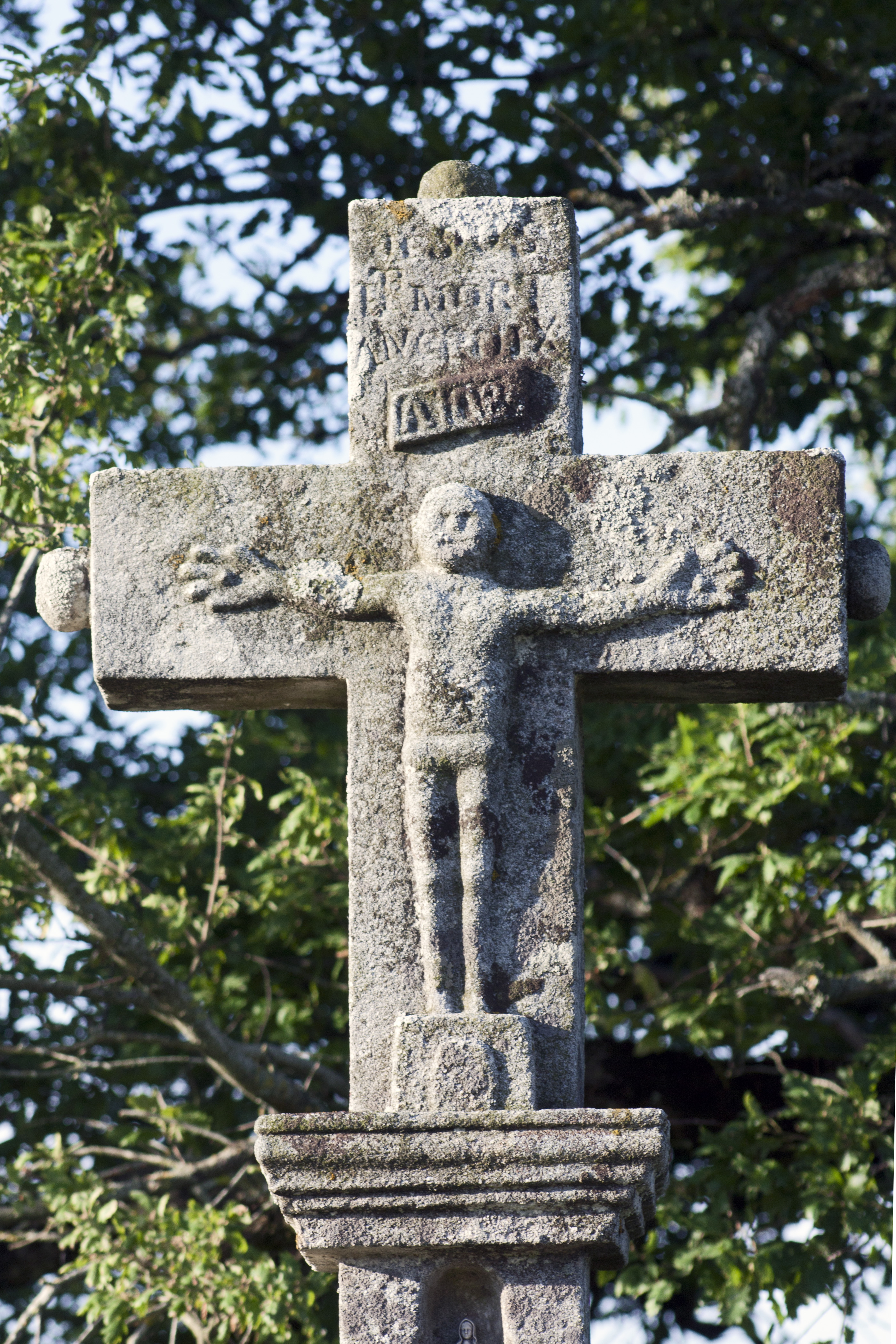
Wegkreuz in Le Clapier

- Kapelle Notre-Dame-de-Bouviala
- Burgruine
- Garten von Le Curé
- Wegkreuz